# Franz Anton Zuccarini
Franz Anton Zuccarini (11. Januar 1755 in Mannheim – 9. Februar 1823 in München) war ein deutscher Kinderdarsteller, Tänzer, Theaterschauspieler und -regisseur sowie Schauspiellehrer.

## Leben
Zuccarini besuchte als Kind die Mannheimer Tanzschule und wirkte frühzeitig in Operetten am Französischen Theater mit. Als dieses aufgegeben wurde, kam das deutsche Schauspiel an dessen Stelle und zu dieser Zeit verdiente sich Zuccarini die ersten Sporen.
Er ging bald nach Hamburg und hatte dort das Glück, nicht nur von Friedrich Ludwig Schröder engagiert zu werden (1780), sondern auch von diesem bis zur vollen Reife seines Talents weiter ausgebildet zu werden. Schröder hielt offenbar große Stücke auf ihn und da er von seinem Grundsatz, keine höhere Gage als 600 Thaler zu zahlen, nicht abgehen wollte, fand er den Ausweg, dem verdienstvollen Zuccarini jährlich 100 Thaler zu schenken.
Zwölf Jahre verblieb er in Hamburg und erzielte dort wie auch auf seinen Gastspielreisen nach Prag, Dresden, Berlin etc. stets die glänzendsten Erfolge. Besonders als „Marquis Posa“ stand er auf der Höhe seiner Leistungen als Heldenliebhaber.
1792 verließ er Hamburg, um einem Ruf an das Münchner Stadttheater zu folgen, dem er bis zu seiner Pensionierung (1816) angehörte. Auch hier waren es wieder Heldenväterrollen, die ihn in die Reihen der ersten Repräsentanten diese Faches stellten. Während seiner hervorragenden künstlerischen Tätigkeit in München hatte er das besondere Glück, mehrere klassische Partien zu kreieren. So war er dort am 4. März 1802 der erste „Macbeth“, am 7. Juni 1802 der erste „Philipp“ in Don Carlos, am 4. April 1804 der erste „Wallenstein“ (Die Piccolomini) und am 11. September 1806 der erste „Tell“. In keiner dieser Rollen erhielt er zu seinen Lebzeiten einen ebenbürtigen Rivalen. Für kurze Zeit war er auch Regisseur und von 1795 wurde er auch artistischer Leiter des Theaters, diesen Posten musste er allerdings unter der Direktion Joseph Marius von Babo 1799 an Heinrich Beck abgeben.
Nach seinem Rückzug als Schauspieler verlegte er sich auf die Ausbildung von Schülern, von denen mehrere zur Berühmtheit gelangten.
Er starb am 9. Februar 1823.
1796 heiratete er die Schauspielerin Katharina Lang, einer Tochter der Franziska Lang, die sich ursprünglich dem Gesang gewidmet hatte, nach dem Verluste ihrer Stimme aber zum Schauspiel übergegangen war. Sein Sohn war der Botaniker Joseph Gerhard Zuccarini (1797–1848).